# 血染的風采
《血染的風采》是一首中国人民解放军军旅歌曲，创作于1986年，陈哲作词，苏越作曲。這首歌曲是为在两山轮战中阵亡的解放军士兵而寫的歌，歌詞追悼在战场上為國家而牺牲的军人。而到了八九事件中被學運稱為「六四之歌」。
目前能夠看到的《血染的風采》最早的公開發表是1986年第10期《音樂世界》雜誌；同年，中央人民廣播電台第11期《廣播歌選》上也刊登過歌譜。鑑於《廣播歌選》上刊登的歌譜都是當時在廣播電台播放過的歌曲，有理由認為這首歌曲的首唱時間起碼是在1986年。第一位演唱這首歌曲的歌手是柳培德，柳培德在當時與作詞人同在中越戰爭戰場，他是當時解放軍總政治部文工團成員，與彭麗媛一起。在中國唱片總公司1986年為歌手董文華發行的《董文華演唱第三輯》盒帶中，第一首歌曲即是這支《血染的風采》，據此，可以推斷在1987年央視春晚上演唱這支歌曲的徐良並非首唱、更非原唱；但可以肯定的是，由於央視春晚的知名度广，加之徐良的身份以及屆時中國宣傳部門的推動，這首歌曲借助對徐良的宣傳加快了傳播。《血染的風采》作为一首非常具有代表性的、立意新颖、抒情风格浓郁的中国军旅歌曲，数十年来经久不衰，广为流传，成为一代人记忆中的经典。

## 在六四學運事件的應用
1989年，北京八九民運學生將此曲之錄音帶送到香港，交到時任香港電台《晨光第一線》主持人車淑梅手中，車淑梅找到歌手王虹演唱。後來有流亡海外的民運人士及其同情者將此歌用於紀念在1989年大陸六四事件中犧牲的追求民主、自由的人士，目前每一年香港的維園六四燭光晚會都會集體詠唱。歌曲曾獲得香港電台第12屆十大中文金曲優秀流行國語歌曲獎。之後有不少華語歌手翻唱這首歌。
清华大学政治学系副教授刘瑜认为，《血染的風采》是一个有中国特色的词汇，能夠凸顯在中越戰爭為國捐軀的戰士，對此而很难译成外文。此外，《血染的風采》曾被香港一些從事音樂的人改為廣東話歌詞版，但亦是被人認為改了後無法凸顯在六四事件中為國捐軀的民運人士，大家依舊唱回原版。

## 演唱者
原唱：柳培德，當時在戰場前線第一次唱（於1985年）  
第一次翻唱：徐良/王虹（1987年央视春节联欢晚会） 
以下是較為知名的翻唱者：
- 彭丽媛
- 董文华
- 羅文
- 蒋大为
- 张也
- 黑鸭子演唱组
- Beyond
- 梅艷芳
- 黃耀明（1997年人山人海專輯）
- 常宽
- 龚玥
- 刘紫玲
- 庄学忠
- 邓瑞霞
- 尊龙

## 其他相關紀念作品
中越戰爭
- 凱旋在子夜
- 高山下的花環
- 黑豹突擊隊
- 十五的月亮
- 閃電行動

## 外部連結
- 新浪：血染的风采——1987年春晚现场
- YouTube上的血染的风采（中越戰爭）—王虹版本
- YouTube上的血染的风采（六四事件）—羅文版本
- YouTube上的血染的风采（六四事件）—梅艷芳版本